# Braswell
Braswell – miasto w Stanach Zjednoczonych, w stanie Georgia, w hrabstwie Paulding.